# Григорій Коровка-Вольський
Григорій Коровка-Вольський (? — після 1705) — український військовий діяч та дипломат доби Гетьманщини. Соратник Івана Самойловича. Батуринський сотник, Чигиринський полковник (1676-1678), Стародубський полковник (1678-1680), Київський полковник (1682-1687). Керівник оборони Чигирина 1678.

## Життєпис
Про походження Корівки-Вольського нічого невідомо.
У 1669 —1672 був батуринським сотником. За Конотопськими статтями 1672 р. він згадується вже як генеральний хорунжий.
У 1677 гетьман Іван Самойлович призначив Корівку чигиринським полковником, причому призначав його навіть наказним гетьманом.
У 1677 Корівка-Вольський витримав 4-тижневу облогу і два напади в Чигирині з одним козацьким полком і трьома городовими сотнями Лубенського і Гадяцького полків, проти численної турецької армії, наведеної Юрієм Хмельницьким, що припинив облогу тільки з появою військ Івана Самойловича і Ромодановського. Після розбиття ворогів Самойлович, зміцнивши напівзруйнований Чигирин, ввів до нього 15000 козаків і доручив команду над ними Корівці і воєводі Ржевському, а колишніх тамтешніх старшин, до яких не мав довіри, звільнив.
Корівка повернувся до Батурина. Отримати колишній свою посаду бунчужного він не міг, так як вона була вже зайнята Костянтином Голубом, братом дружини гетьмана. Але в той же час Іван Самойлович розумів, що Корівку після його чигиринської служби без посади залишити не можна, чому і поставив його стародубським полковником, на місце вбитого Мовчана. У жовтні 1678 Корівка був уже в Стародубі, куди приїхав з двома синами і донькою. Старшого сина, Гната, він влаштував тут полковим осавулом, причому знайшов можливість дати йому «за служби» і маєтність, с. Кривець. Молодший син, Федір, в службу по молодості ще не годився. Сам Григорій Корівка забрав у своє володіння кілька сіл, не питаючи дозволу гетьмана, як це ще можна було робити за Іван Самойловича.
При гетьмані Івані Мазепі Корівка  боровся зі своїм Київським полком проти Петрика (1692 — 1693)  і в 1705 брав участь в перемовинах на річці Буг московських уповноважених з турецькими комісарами.

## Родина
Брат — Яків Коровка-Вольський — в 1653 році був наказним полковником Стародубський полку.
Діти — Гнат (в 1690 був полковим осавулом Стародубського полку), Федір (київський полковник у 1708—1711 роках, наказний гетьман), донька.